# Žatec (přírodní památka)
Přírodní památka Žatec, ev. č. 1505, je jižně exponovaná stráň severně od zástavby města Žatec v okrese Louny, severně od nádraží Žatec západ. Území je známé také pod názvem Na Staré hoře nebo Pod Astrou, plošina nad strání nese pomístní název Na Starém vrchu a plošina pod strání Pod Starým vrchem. Přírodní památku spravuje Agentura ochrany přírody a krajiny ČR. Důvodem ochrany jsou teplomilná společenstva s výskytem vzácných druhů teplomilného hmyzu.

## Popis
Lokalita má nadmořskou výšku 210 až 270 metrů. Svah terasovitých stupňů na okraji údolí Ohře je místem bývalých vinic a sadů, dnes však je již zarostlý keři a částečně i zalesněný. Území má podobný charakter jako přírodní památky Staňkovice a Stroupeč, je však svou výměrou z nich největší lokalitou.
Chráněné území bylo vyhlášeno k ochraně teplomilných společenstev s výskytem vzácných druhů teplomilného hmyzu. Celá řada zde zjištěných druhů hmyzu je známa jen z několika málo míst v Čechách a z nejteplejších oblastí jižní Moravy (Pouzdřany, Mutěnice, Čejč). Tyto druhy mají úzkou vazbu na vzácné stepní rostliny. Při entomologických průzkumech zde bylo nalezeno několik vzácných druhů brouků: zvláště nosatců (Curculionidae), krasců (Buprestidae), mandelinek (Chrysomelinae), střevlíků (Carabidae) a vrubounů (Scarabaeidae).

## Přístup
Lokalitu je možné navštívit například po cestě vedoucí mezi chmelnicemi za nádražím Žatec západ. Na tuto cestu je možné se napojit ze silnice Žatec–Most nebo ze silnice ze Žatce do Hořetic.